# Gnome Shell
Die Gnome Shell ist eine als Teil von Gnome entwickelte Komponente, die für die Desktop-Umgebung bei PCs mit unixartigem Betriebssystem zuständig ist.

## Geschichte
Das erste Konzept für die Gnome Shell entstand auf dem Gnome UI Hackfest 2008 in Boston.
Nach Kritik am klassischen Gnome-Desktop, der Stagnation, der fehlenden Vision des Projekts und der daraus entstandenen Diskussion kündigte das Gnome-Release-Team im April 2009 die Entwicklung von Gnome 3.0 an. Seitdem wird die Entwicklung der Gnome Shell verstärkt von Red Hat vorangetrieben.
Vorab-Versionen werden seit der Version 2.28 vom September 2009 mit dem Programmpaket Gnome ausgeliefert. Seitdem wurde die Veröffentlichung der ersten fertigen Version im Tandem mit Gnome 3.0 mehrfach verschoben. Zunächst sollte sie im März 2010 stattfinden, dann September 2010. Schließlich wurde sie am 6. April 2011 als Standard-Oberfläche von Gnome 3.0 veröffentlicht.
Im Oktober 2010 kündigte der Linux-Distributor Canonical an, die Gnome Shell nicht als Standard-Oberfläche von Ubuntu auszuliefern. Stattdessen sollte die Eigenentwicklung Unity an deren Stelle treten. Da sich Canonical allerdings nie an der Gnome Shell beteiligte, wird deren Entwicklung von dieser Entscheidung nicht beeinflusst.
Ab der Ubuntu-Version 17.10 wird die Gnome Shell wieder als Standard-Oberfläche ausgeliefert.
Gnome Shell 3.2 wurde am 28. September 2011 veröffentlicht. Mit dieser Version werden zahlreiche Kleinigkeiten verbessert, die nach der Veröffentlichung von Gnome Shell 3.0 kritisiert wurden. Wichtigste Neuerung ist die verbesserte Anbindung an Cloud-Anwendungen, da Konten bei Google und anderen Diensten im neuen Programm namens Gnome Online Accounts zusammengefasst werden.

## Merkmale
Gnome Shell baut auf einem komplett neuen Konzept auf, welches zum Ziel hat, die Benutzer möglichst wenig von der aktuellen Tätigkeit abzulenken.
Die Änderungen an der Desktop-Umgebung umfassen unter anderem:
- Eine neue Ansicht Aktivitäten, die unter anderem die Funktionen der Taskleiste ersetzt, bestehend aus:
  - Einer Schnellstartleiste um schnell Programme starten oder wechseln zu können
  - Einer Übersicht der geöffneten Fenster ähnlich dem Exposé von Mac OS X, auf dem auch die Desktops gewechselt werden können
  - Einer Suche, mit der sowohl Programme gestartet werden können, als auch das Internet durchsucht werden kann
- Eine Benachrichtigungsleiste am unteren Rand des Bildschirms, die sowohl statische als auch interaktive Benachrichtigungen anzeigt (mittlerweile in die Titelleiste integriert)
- Fenster können an den Bildschirmrand gezogen werden, um maximiert zu werden oder genau die Hälfte des Bildschirms in Anspruch zu nehmen, dies gleicht einer Funktion von Windows 7
- Die Buttons maximieren und minimieren wurden entfernt
- Ein neuer Fallback-Modus für schwächere Hardware, der dem klassischen Desktop stark ähnelt.[16]

## Technische Grundlagen
Die Gnome Shell ist in C und JavaScript geschrieben und nutzt die von Intel stammende Programmbibliothek Clutter für die Oberfläche, sowie Gnomes eigene Frameworks und Komponenten, wie den Metacity-Nachfolger Mutter als einzig voll kompatiblen Composition- und Fenstermanager.